# Omalium imitator
Omalium imitator är en skalbaggsart som beskrevs av Luze 1906. Omalium imitator ingår i släktet Omalium, och familjen kortvingar. Arten har ej påträffats i Sverige.